# クリストバル・レオン&ホアキン・コシーニャ
クリストバル・レオン（Cristóbal León, 1980年11月22日 - ）とホアキン・コシーニャ（Joaquín Cociña, 1980年3月18日 - ）はチリのストップモーション・アニメーター、映画製作者コンビである。 彼らはサンティアゴを拠点に2007年から活動している。2018年の長編アニメ映画 『オオカミの家』で知られる。